# Daniel Dhers
Daniel Eduardo Dhers Arellano (* 25. března 1985 Caracas) je bývalý venezuelský cyklista jezdící Freestyle BMX v disciplíně park. 
S freestylovou cyklistikou začal v rodném Caracasu jako dvanáctiletý, pak se kvůli lepším možnostem přípravy odstěhoval s rodinou do Argentiny a USA. Jeho sportovním vzorem byl Dave Mirra. První profesionální soutěže se zúčastnil v roce 2003. V letech 2006, 2007, 2008 a 2010 vyhrál Dew Tour a v letech 2007, 2008, 2010, 2011 a 2013 získal zlato na X Games. V roce 2017 se stal vítězem celkové klasifikace Světového poháru. Získal pro Venezuelu zlatou medaili na Panamerických hrách v Limě v roce 2019. Jako první v historii přišel s trikem nazvaným Corked 720.
Při premiéře disciplíny BMX park na Letních olympijských hrách 2020 byl ve 36 letech nejstarším účastníkem. Podařilo se mu vybojovat stříbrnou medaili, když získal za finálovou jízdu 92,05 bodu a skončil druhý za Australanem Loganem Martinem. V roce 2023 vyhrál jihoamerický šampionát freestylařů. Na mistrovství světa v roce 2023 obsadil čtrnácté místo a nekvalifikoval se na pařížskou olympiádu, rozhodl se proto ukončit jezdeckou kariéru a stát se trenérem. Získal angažmá u čínské reprezentace a jeho svěřenkyně Teng Ja-wen se stala v roce 2024 olympijskou vítězkou.
V americkém městě Holly Springs provozuje cyklistický a skateboardový park Daniel Dhers Action Sports Complex. Účinkoval v televizním programu o akčních sportech Nitro Circus. Uskutečnil exhibiční vystoupení na rampě postavené ze solných kvádrů v bolivijské vysokohorské oblasti Salar de Uyuni.